# Bâtiment de la vieille école de Toponica
Le bâtiment de la vieille école de Toponica (en serbe cyrillique : Зграда старе школе у Топоници ; en serbe latin : Zgrada stare škole u Toponici) se trouve à Toponica,dans la municipalité de Knić et dans le district de Šumadija, en Serbie. Il est inscrit sur la liste des monuments culturels protégés de la république de Serbie (identifiant no SK 436).

## Présentation
Le bâtiment de la vieille école est situé à proximité du centre du village, sur la route qui mène à Konjuša. Il a été construit en 1922 sur la propriété du Dr. Milan Kićevac, le père de Vladimir Dedijer, avec l'aide des habitants de Toponica et Kusovac.
La vieille école est caractéristique des établissements scolaires de l'entre-deux-guerres. De plan rectangulaire, elle est construite en briques avec un toit à quatre pans recouvert de tuiles. L'espace intérieur a été conçu dans un esprit purement fonctionnel. Quelques décennies plus tard, le bâtiment a été adapté pour en faire une résidence, ce qui en a altéré l'apparence d'origine.
À partir de 1941, le bâtiment a joué un rôle important au moment de la lutte de libération nationale (NOR). Il a accueilli des combattants et des blessés, notamment des rescapés du massacre de Kragujevac du 21 octobre 1941.